# Александр Ягеллончик

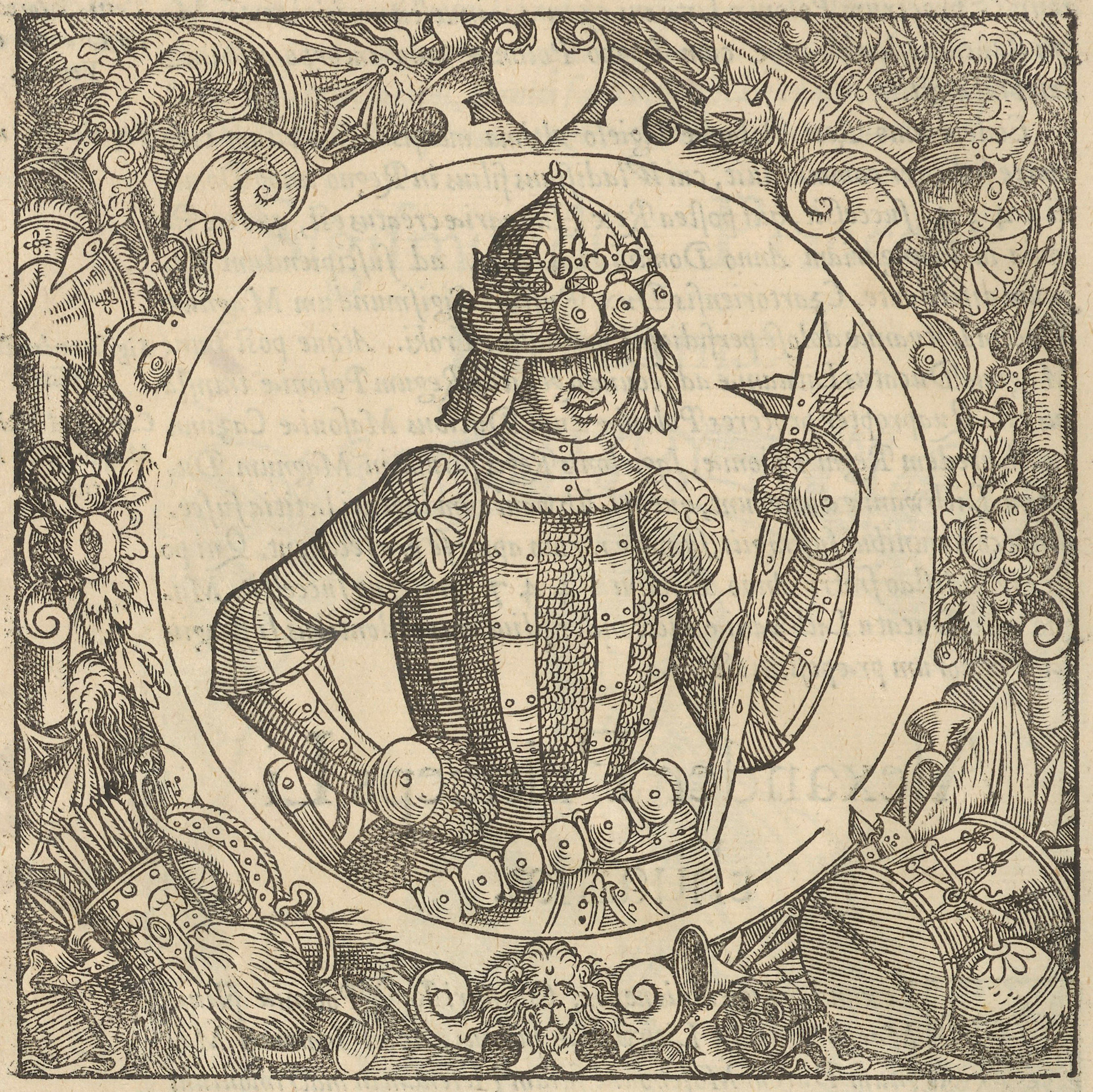
Александр Ягеллончик, вел. кн. литовский. Гравюра (Александр Гваньини «Описание Европейской Сарматии»)

Алекса́ндр Ягелло́нчик, также Алекса́ндр Казимирович (пол. Aleksander Jagiellończyk), 5 августа 1461 — 19 августа 1506) — великий князь литовский с 20 июля 1492 и король польский с 12 декабря 1501. В Великом княжестве Литовском его именовали Александром II.

## Биография

### Ранние годы
Четвёртый сын Казимира Ягеллона и Елизаветы, дочери короля Германии Альбрехта II Габсбурга, внук Владислава Ягелло.
Александр Ягеллончик родился 5 августа 1461 года в городе Кракове. Он имел чёрные волосы. Был человеком физически сильным. Однако все его братья были умнее его. Известно также, что он часто болел. Александр получил образование у историка Яна Длугоша. Воспитанием Александра занимались Ян Длугош и Филипп Каллимах. Детство и юность Александр провёл в Кракове. Он любил роскошь, а также науки и некоторые виды искусств. В литовской историографии распространено мнение о том, что Александр Ягеллончик был последним правителем Великого княжества Литовского, который знал литовский язык.
В 1484 году его отец великий князь литовский и король польский Казимир IV назначил Александра наследником трона в Великом княжестве Литовском. В 1491 году наследник переселился в столицу ВКЛ Вильну. В начале 1490-х годов он работал в сфере чеканки монет на правах заместителя своего отца великого князя литовского и короля польского Казимира IV. После смерти отца сейм в Вильне выбрал его великим князем литовским.

### Внешняя политика
Помимо весьма ограниченных способностей, отличительными чертами характера Александра были расточительность и несамостоятельность в поступках. К примеру, он постоянно обращался за советами к князю Михаилу Глинскому, также он согласовывал многие назначения на должности со своим братом польским королём Яном Ольбрахтом. Почти всё правление Александра было неблагополучно для государства по причине постоянных войн с соседями. Самым опасным из них являлось Русское государство, а затем его союзники — Менгли I Гирей, крымский хан, и Стефан, молдавский господарь; оба они нападали на Литву, а хан даже не раз приближался к самой Вильне.
Прийдя к власти в Великом княжестве Литовском, Александр столкнулся с влиятельной оппозицией, желавшей, чтобы Семён Олелькович-Слуцкий был великим князем литовским. Помимо этого, Александр пришёл к власти в разгар русско-литовской войны 1487—1494 годов. В начале его правления русские войска активизировали военные действия и заняли восточную часть Смоленской земли с Вязьмой. Не найдя военной поддержки у других государств, великий князь литовский Александр стал вести переговоры о мире с Русским государством. В итоге в феврале 1494 года был заключён мирный договор, по условиям которого Верховские княжества и восточная часть Смоленщины вошли в состав Русского государства, а Александр женился на дочери Ивана III Елене, что стало завершением русско-литовской войны 1487—1494 годов, но не прекратило разногласий, а напротив, дало новые поводы для вражды.
В 1495 году представители династии Ягеллонов из Королевства Польского приехали к Александру в Вильну. Они предложили ему создать отдельное княжество с центром в Киеве и отдать его младшему брату Сигизмунду. Однако Рада ВКЛ и представители дворянской верхушки выступили против этого, после чего Александр отклонил данное предложение. Весной 1496 года польская делегация на сейме в Вильне предложила возобновить литовско-польскую унию без условия зависимости Литвы от Польши. Александр под давлением Рады ВКЛ согласился утвердить данный документ, но поставил условие, чтобы не обрели силу акты, нарушающие суверенитет ВКЛ. Это не устроило поляков. В ноябре — декабре 1496 года в Парчеве был разработан план совместных военных действий ВКЛ и Королевства Польского против Османской империи и Крымского ханства. Стороны начали осуществлять план, но уже в начале совместных действий поляки открыли военные действия против Молдавии, а не Османской империи. Государь Всея Руси Иван Васильевич через послов требовал, чтобы Александр не воевал с молдавским господарем Стефаном. Великий князь литовский ответил следующее: «Я всегда надеялся, что зять тебе дороже свата: вижу иное». Также Александр ответил, что идёт воевать с крымскими татарами, но перебросил армию ВКЛ на границу с Молдавией, а также позволил литовским добровольцам отправиться на помощь полякам. Польский поход закончился поражением. После этого армия ВКЛ прикрыла отступление поляков из Молдавии. Государю Всея Руси Ивану Васильевичу великий князь литовский объяснил свои действия ответом на обиды, которые наносил ему Стефан Молдавский. Между тем, после всего этого между ВКЛ и Молдавией был заключён мирный договор.
Напряжёнными были отношения с Ганзейским союзом, купцы которого были недовольны ограничениями в сфере торговли в Ковно. Весной 1495 года, в ответ на торговые санкции Тевтонского ордена против Великого княжества Литовского (введённые по просьбе Ганзейского союза), Александр закрыл торговые пути в Пруссию. В 1497 году, при посредничестве польского короля Яна Ольбрахта, отношения между ВКЛ и Орденом стали налаживаться. Александр освободил прусских купцов от провозной пошлины внутри своего государства. Тем не менее, ряд ограничений сохранились. Например, немецким купцам запрещалось везти в Ковно соль на своих кораблях. На данцигских купцов активно оказывал давление виленский таможенник Авраам Езофович. В то же время в XVI веке стала увеличиваться торговля между Тевтонским орденом и Великим княжеством Литовским.

В 1498 году Александр попытался выдвинуть свою кандидатуру на шведский престол через Марко Салтьери. Однако этот ход никаких результатов не принёс. 

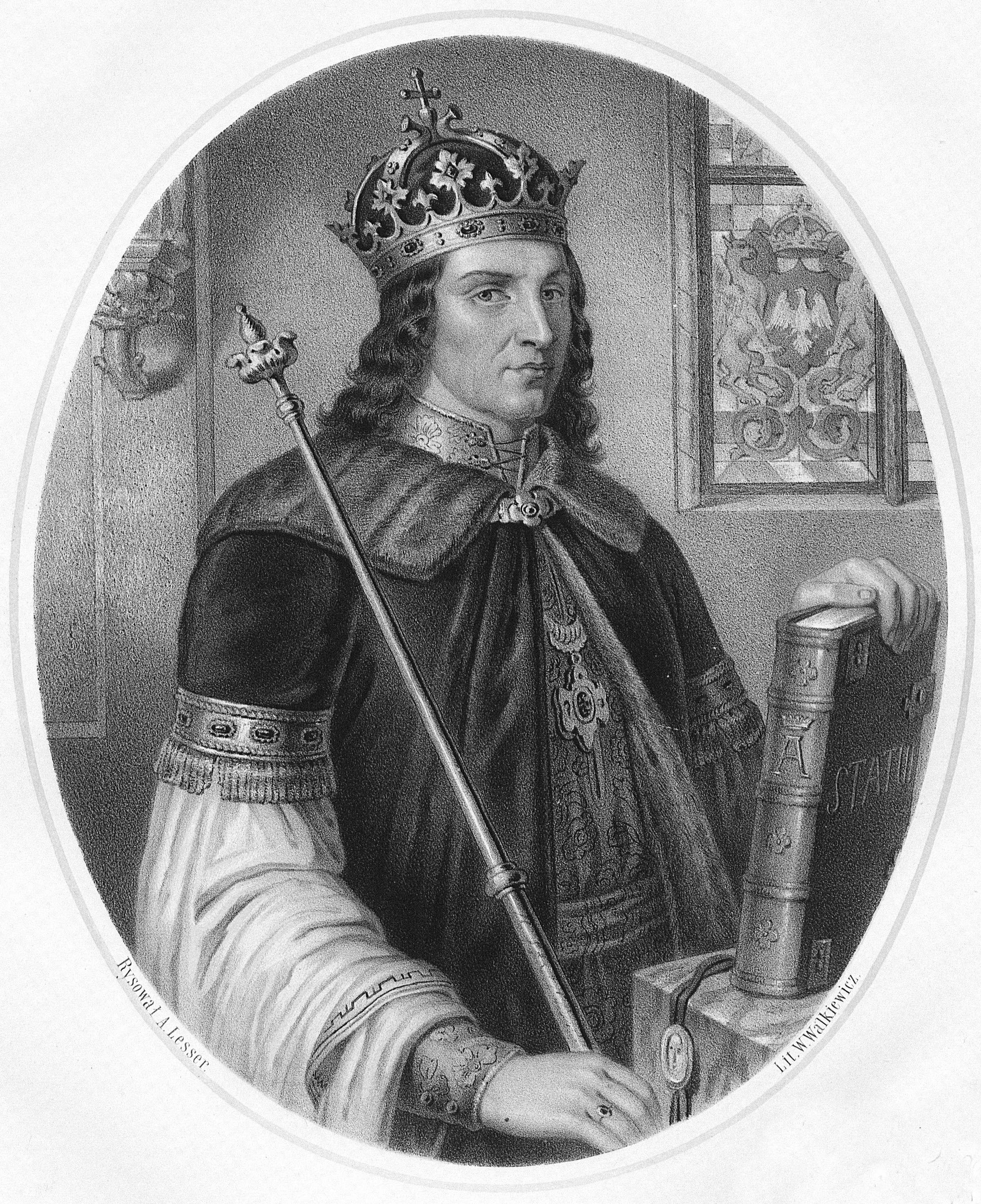
Александр Лессер «Александр Ягеллончик»

Великое княжество Литовское стало сближаться с Королевством Польским. В 1498 году литовская сторона предложила польской урегулировать отношения. В 1499 году литовские послы в Королевстве Польском выступили против того, что поляки пытаются в Риме вести дела епископов ВКЛ, а также потребовали равных условий. Королевство Польское согласилось с этим. Стали заключаться договорённости. На виленском сейме 1499 года было постановлено, что впредь великий князь литовский не будет выбираем без согласия Польши, и наоборот, Польша не должна выбирать короля без согласия литовского дворянства. В 1499 году была подписана Краковско-Виленская уния, основной целью которой было укрепить обороноспособность ВКЛ и Польши в борьбе с другими государствами.
В 1500 году началась следующая русско-литовская война. Во время этой войны на сторону русских перешли некоторые православные князья, армия Великого Княжества Литовского была разбита в Ведрошской битве (1500). Тем не менее, ВКЛ поддержали Ливонский орден и Большая Орда. В период этой войны Мельницкий привилей 25 октября 1501 года постановил, что с тех пор Польша и Литва должны составлять одно государство, состоящее под управлением одного короля, выбираемого в Кракове. Спустя несколько месяцев после смерти брата, Яна Ольбрахта, Александр вступил на польский престол.
Король вскоре после коронации отправился в ВКЛ, а между тем на Польшу напали татары, которые опустошили огромное количество польских земель. Одновременно Стефан Молдавский завоевал провинцию Покутье. Военные действия 1502 года показали, что Русское государство не может захватить новые территории, но и Великое княжество Литовское не в состоянии продолжать войну. В марте 1503 г. между Русским государством и Великим княжеством Литовским было заключено перемирие на 6 лет, по которому завоёванные русскими войсками Мценск, Серпейск, Брянск, Дорогобуж и Путивль оставались под властью русских. Потом Александр прогнал Стефана Молдавского из Польши. В результате русско-литовской войны казна Великого княжества Литовского опустела. Великий князь литовский задолжал магнатам большие суммы, заложил им многие земли.

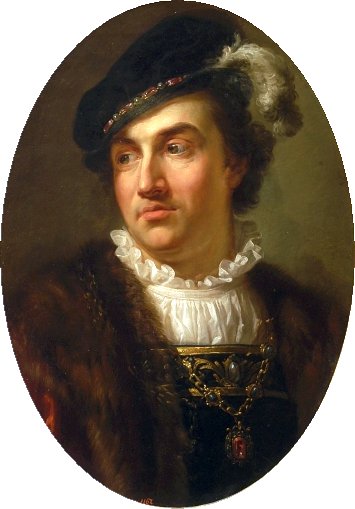
Марчелло Бачиарелли «Александр Польский»

В 1505 году сейм Великого княжества Литовского не утвердил акт Мельницкой унии, подписанный 23 октября 1501 года Александром, в результате чего уния не вступила в силу. Впрочем, это соответствовало интересам Александра, так как по условиям данной унии польско-литовская монархия прекращала быть наследственной и превращалась в выборную, что было невыгодно правителю Великого княжества Литовского и Королевства Польского. Некоторые сторонники этой унии подверглись репрессиям. Так, Ян Заберезинский и Альберт Табор были удалены из Рады, а первый из них ещё и потерял воеводскую должность. В то же время противники унии (сторонники князя Михаила Глинского) были поощрены великим князем. Николай Радзивилл получил подтверждение на свои владения, его сын — воеводскую должность, епископ жемайтский Мартин получил во владения новое поместье. Осенью 1505 года репрессированные магнаты смогли восстановить свои позиции на сейме в Гродно при поддержке польских сенаторов. Однако теперь уже они вместе со сторонниками Глинского выступали против Мельницкой унии. На сейме 1506 года в Люблине Александр и представители Великого княжества Литовского окончательно отвергли унию.

Александр стремился наладить отношения с Ливонской конфедерацией. Он и Рада ВКЛ обещали ей земли в Жемайтском приграничье. Однако пересмотр границ затянулся. После же смерти Александра в 1506 году Великое княжество Литовское и вовсе отказалось от территориальных уступок Ливонии. 

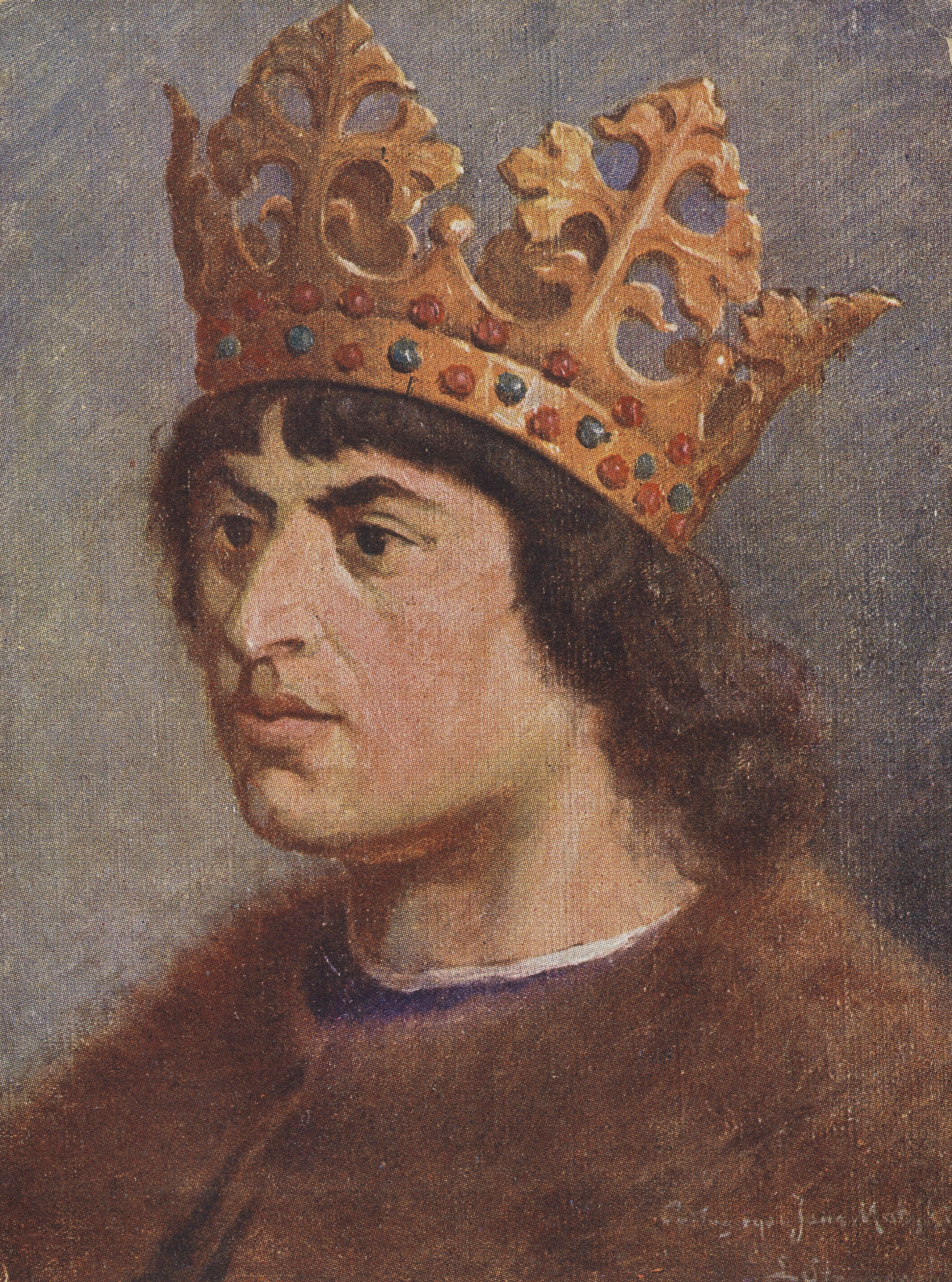
Александр I Ягеллончик, картина Яна Матейко

### Внутренняя политика
Великий князь литовский Александр Ягеллончик создал в период своего правления роскошный двор, ставший примером для панских поместий. При нём сложилась по польскому образцу система придворных должностей.
В период правления Александра Ягеллончика наблюдалось ослабление центральной власти, как в Великом княжестве Литовском, так и в Королевстве Польском.
6 августа 1492 года, после того, как Александра избрали великим князем литовским, он выдал привилей, расширивший права шляхты Великого княжества Литовского. Привилей закрепил основы государственного и общественного строя. Согласно данному привилею, великий князь литовский не мог принимать важные государственные решения без согласия Рады Великого княжества Литовского, а также он не мог отменить постановления Рады ВКЛ. Привилей запрещал должностным лицам вымогать у подчинённых налоги свыше установленных платежей. Также там были положения, направленные на создание справедливых судебных процессов. Государственные должности и земельные владения на территории Великого княжества Литовского разрешалось приобретать только уроженцам этого государства.
По мнению литовского историка Э. Гудавичуса, последовательность местных привилеев, выдаваемых Александром на территории Великого княжества Литовского, обозначала процессы создания сословных структур и государственной интеграции. В период его правления многие города Великого княжества Литовского получили магдебургское право.
В период правления Александра Ягеллончика в Великом княжестве Литовском произошли изменения в сфере чеканки монет. Теперь стали чеканить динарии с монограммой А (соответствующие грошам) и литовские полугроши.

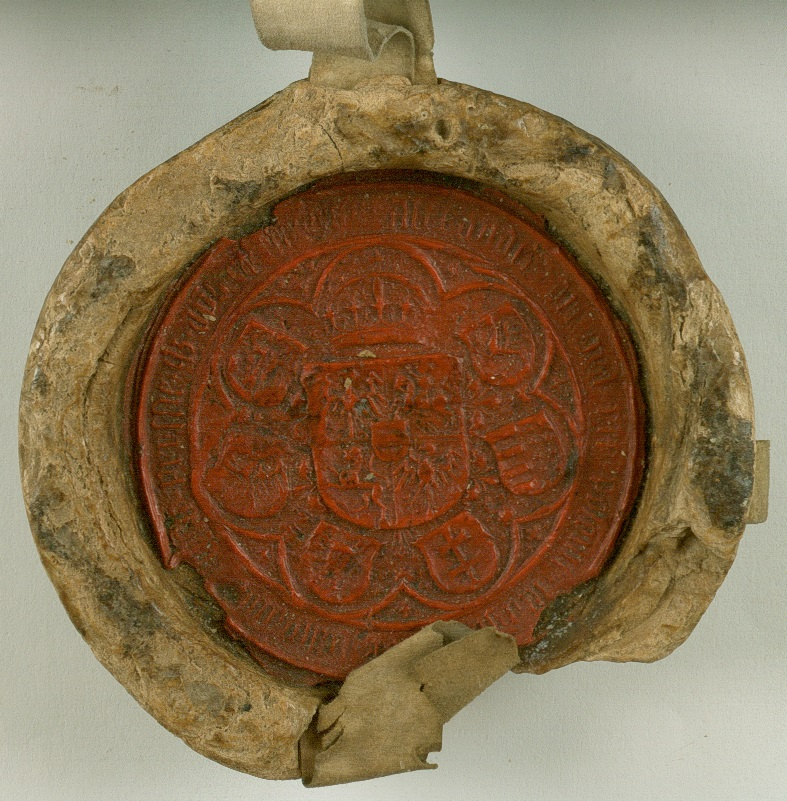
Печать Александра Ягеллона, 1504 г.

Стремясь установить религиозную однородность в Великом княжестве Литовском, в 1495 году Александр распорядился изгнать из государства евреев, если они не примут христианства. Существуют гипотезы об том, что подтолкнуть Александра к этому решению могло католическое духовенство или его тесть правитель Русского государства Иван III, которые враждебно относились к иудейству. Исследователь литовско-еврейской истории С. А. Бершадский считает, что мотив изгнания был религиозный, но под ним скрывалась более серьёзная причина: денежная зависимость великого князя и его приближенных от богатых еврейских кредиторов. Изгнав евреев, великий князь литовский мог избавиться от долгов, а также получить доход от экспроприации их недвижимого имущества. Изгнанные евреи переселились на территории Королевства Польского, Крымского ханства, Османской империи. Однако нужда в их капиталах заставила его в 1503 году вновь разрешить им поселиться в ВКЛ. Евреям было разрешено поселиться во всех городах и замках, в которых они жили до изгнания, им возвращались их прежние владения, было восстановлено их право взыскивать по долговым обязательствам деньги со своих должников. 

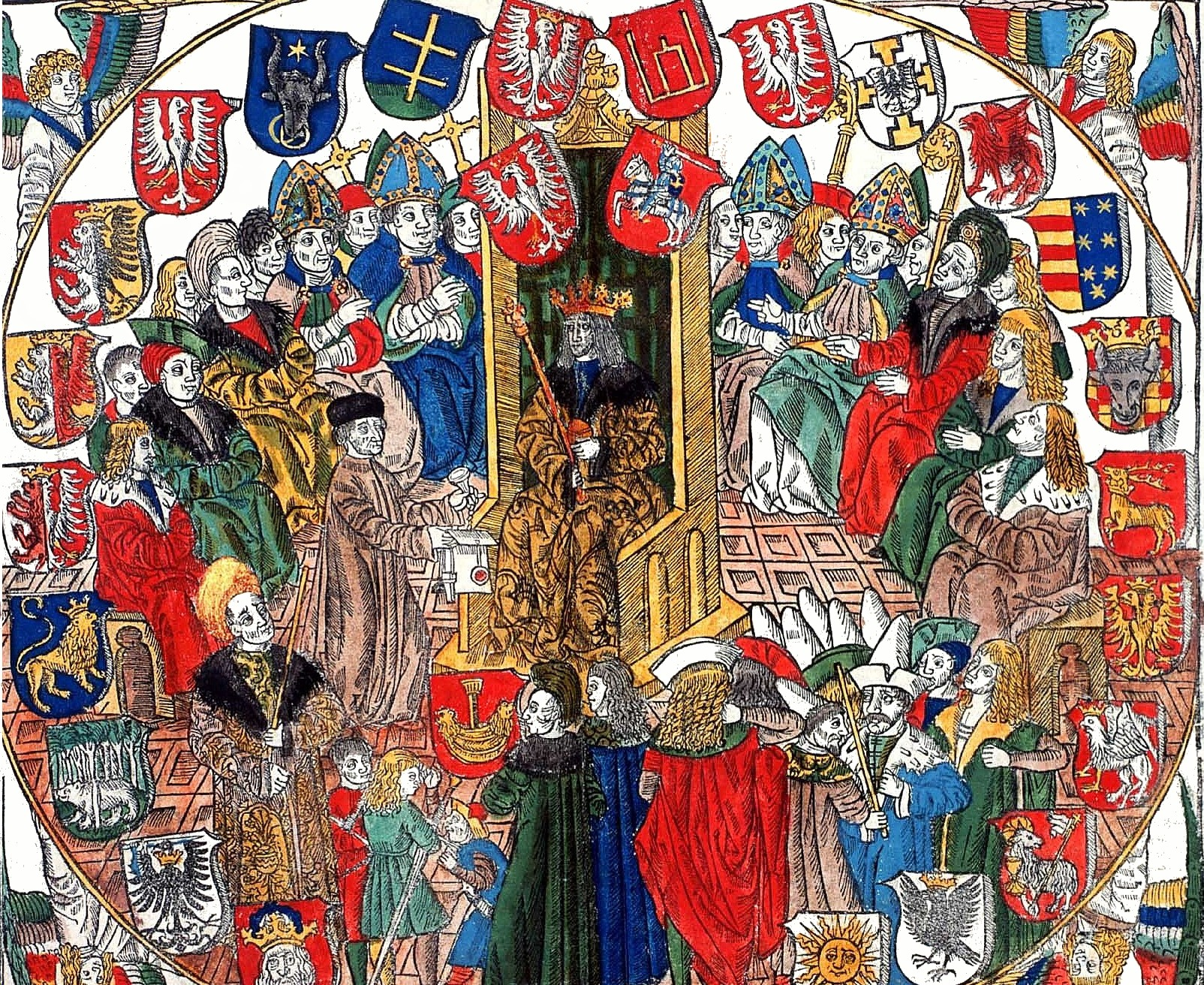
Александр Ягеллончин в Сенате

В 1501 году Александр Ягеллончик становится королём польским. Изначально он начинает проводить политику, направленную на поддержку магнатов. 25 октября 1501 года он подписал Мельницкий привилей, согласно которому королевская власть была ограничена в пользу сената. Сенат стал главной институцией, которая имела право принимать важнейшие государственные решения. Король утратил даже право свободного назначения сенаторов. Привилей вызвал недовольство шляхты, так как укрепил положение магнатов, интересы которых фактически выражал сенат.
Самым важным фактом правления Александра в Королевстве Польском было составление Яном Ласким общего свода законов, который был принят на радомском сейме 1505 года, а также принятие на том же сейме так называемой радомской конституции, которая закрепила решения сейма в Перткове, состоявшегося в 1504 году. Этот закон, известный как Nihil novi, существенно ограничивал королевскую власть в пользу шляхты. Данный закон позволял сейму издавать законы, а король не мог утверждать законы без согласия сенаторов и шляхетских депутатов. Считается, что именно с Радомской конституции берёт своё начало эпоха «шляхетской демократии» в Королевстве Польском (без ВКЛ). Сейм в Перткове 1504 года и Радомская конституция 1505 года отменили Мельницкий привилей.

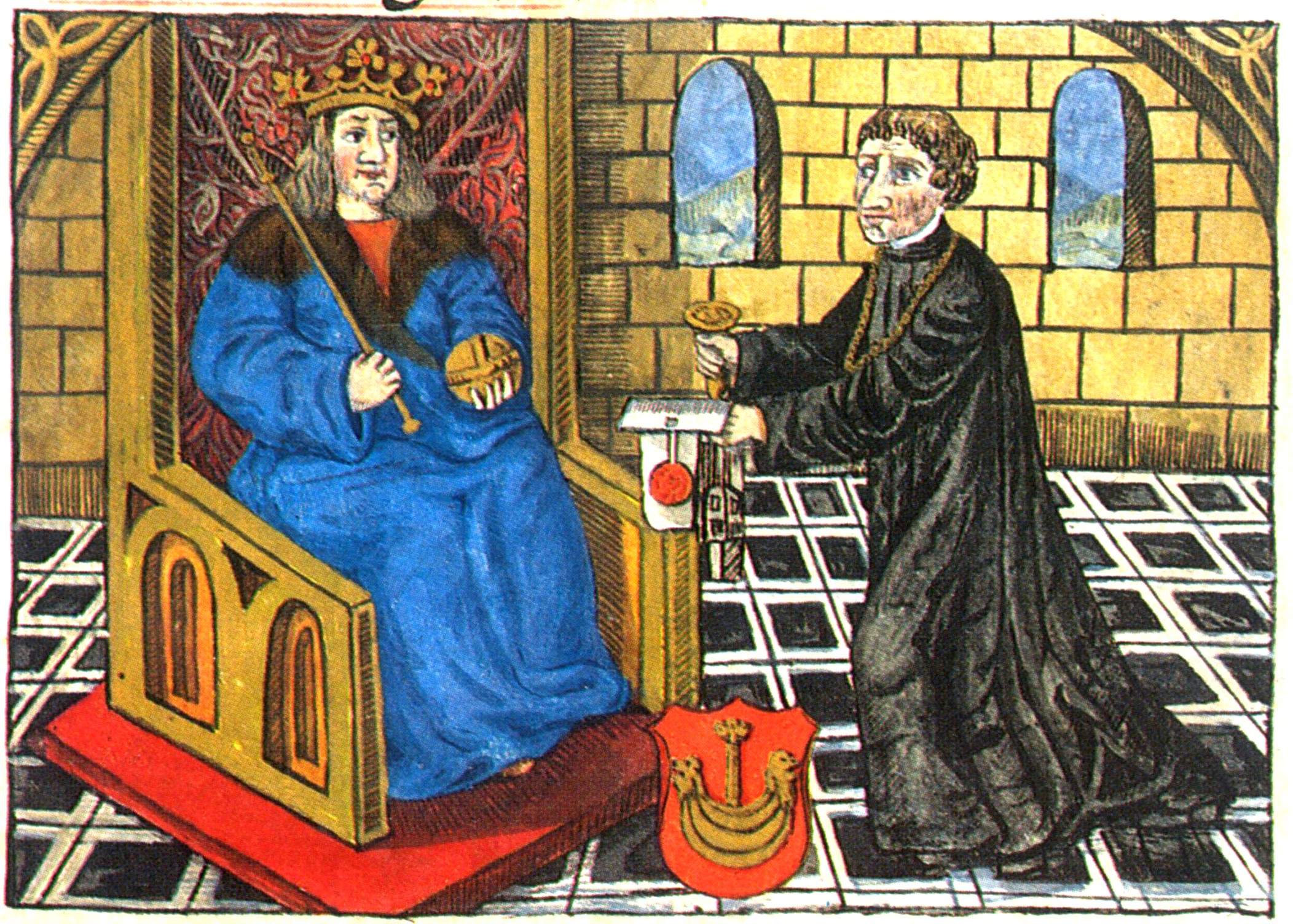
Великий князь литовский и король польский Александр Ягеллончик и великий канцлер коронный Ян Лаский

В 1506 году в Королевстве Польском Александр утвердил новую систему законодательства в так называемом Статуте Лаского, который являлся первой в истории кодификацией польского права, осуществлённой великим коронным канцлером Я. Ласким.
Александр был католиком, но оказывал поддержку и православной церкви. В Великом Княжестве Литовском он выдал 90 грамот на земли и привилегии для католической церкви и 47 — для православной, однако пожалования в пользу последней были значительно скромнее. Во время правления Александра на территории Великого Княжества Литовского стала распространяться практика взимания с православных десятины в пользу расположенного на территории прихода католического костёла. 

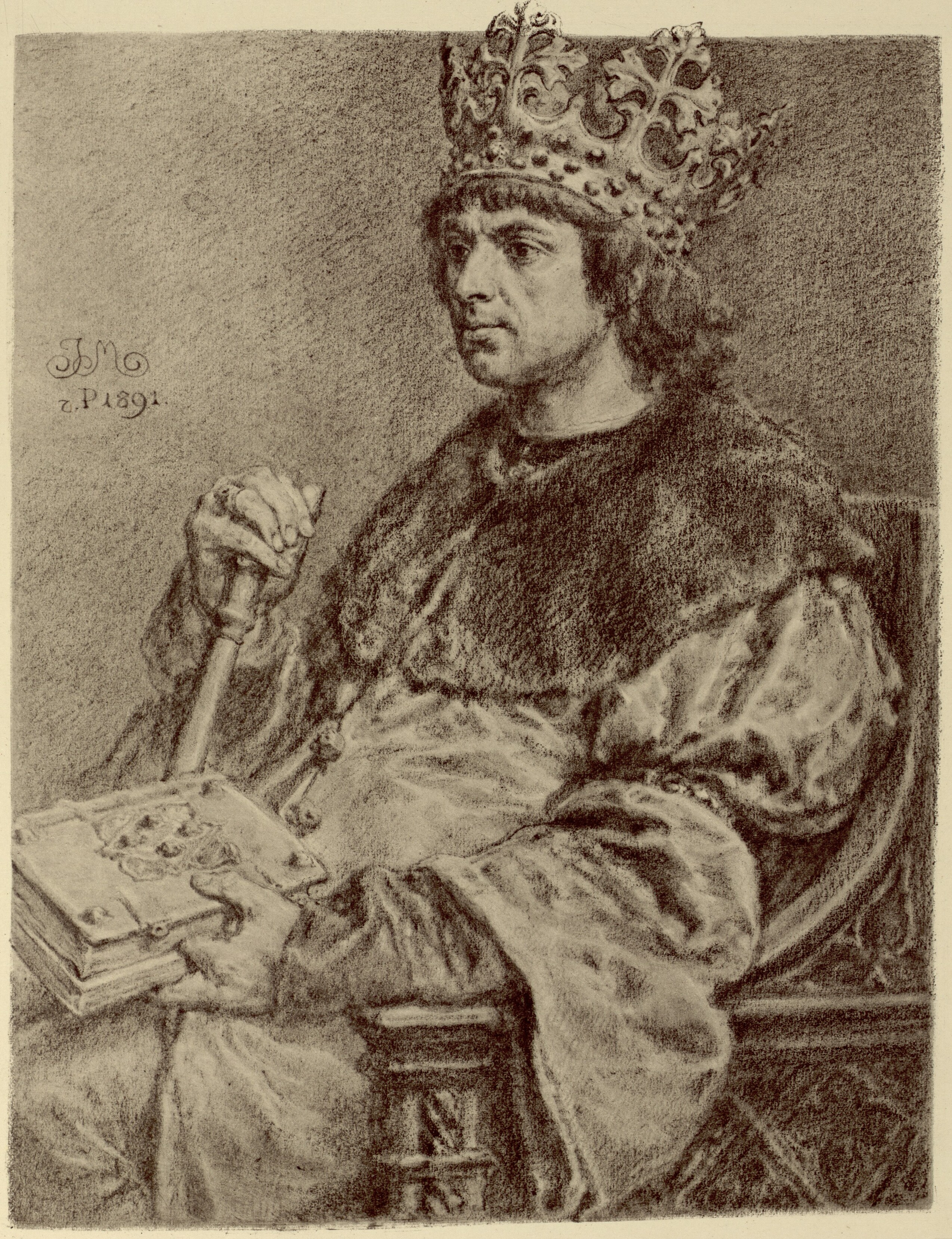
Александр Ягеллончик — картина Яна Матейко.

Александр стремился объединить православную и католическую церкви на условиях Флорентийской унии. Согласно посланию Константинопольского патриарха Нифонта II от 5 апреля 1498 года власти ВКЛ обещали, что великий князь литовский подтвердит привилей короля Владислава (Ягайло), предоставлявший православной церкви в Королевстве Польском ряд прав и привилегий, если она примет унию. Александр стремился найти поддержку и у митрополита Киевского Иосифа Болгариновича, который был сторонником Флорентийской унии. 20 марта 1499 года великий князь литовский выдал православной церкви ВКЛ привилей, на основании которого светские люди не должны были вмешиваться в отношения митрополита с епископами и епископов с приходским духовенством, также было подтверждено право церкви на суд по бракоразводным делам. В конце 1499 года великий князь литовский, митрополит и Виленский епископ Войтех Табор обратились к населению Великого княжества Литовского, предлагая приступить «к римскому закону». В 1500 году Александр направил посольство к Папе Римскому Александру VI, которое доставило просьбу митрополита Киевского И. Болгариновича об унии. В 1500 году митрополит И. Болгаринович обратился к Папе Римскому Александру VI с просьбами касающимися унии, он добивался сохранения под властью папы традиционной церковной жизни православной церкви, отмены ограничения на деятельность православной церкви и признания действительным православного обряда крещения. Не дав ответа митрополиту Киевскому, Папа Римский поручил Виленскому епископу В. Табору провести расследование с целью узнать следуют ли православные жители ВКЛ решениям Ферраро-Флорентийского Собора и совершают ли церковные обряды так, как учит католическая церковь. Унии было не суждено осуществиться, так как Рим и польская католическое духовенство требовали полного перехода православных к католицизму, а многие православные жители ВКЛ не поддержали унию.
Александр Ягеллончик выдал дарственные грамоты на основание монастырей бернардинцев в Гродно (1494), Полоцке (1498) и Будславе (1504), костёла в Витебске (1503).

## Брак

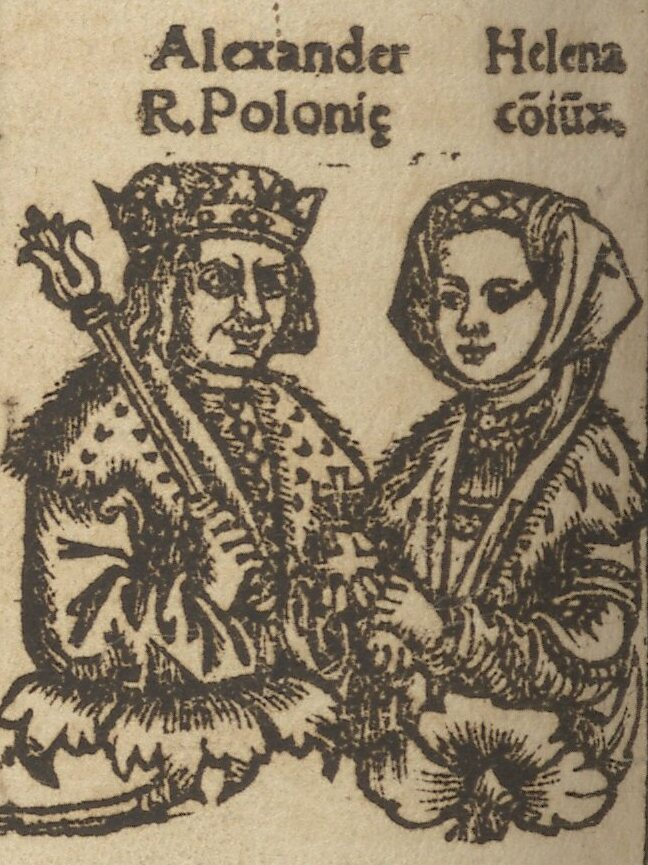
Александр Ягеллончик и его жена Елена Ивановна

В 1495 году Александр Ягеллончик женился на дочери Государя Всея Руси Ивана Васильевича Елене Ивановне. Он рассчитывал на то, что этот брак поможет вернуть часть земель, утраченных в ходе русско-литовской войны (1487—1494), однако Русское государство ничего не вернуло. Выражая своё недовольство, Александр не выделил жене тех владений, которые давались на содержание великим княгиням литовским. Известны свидетельства о том, что католическое духовенство пыталось убедить Елену принять католицизм, но неудачно. Это стало причиной конфликтов между Еленой и матерью Александра Елизаветой Габсбург. Тем не менее, по общему мнению исследователей, Александр был привязан к жене, которая часто сопровождала его в разъездах по стране. Также существует предание о том, что преемник Иосифа (Болгариновича) Иона стал Киевским митрополитом по ходатайству Елены мужу.

## Болезнь и смерть
В 1505 году Александр серьёзно заболел. В июне 1505 года его поразил паралич. 7 апреля 1506 года он прибыл в Вильну. Александра пытался лечить Балинский. Однако в мае 1506 года состояние великого князя литовского и короля польского ещё более ухудшилось. В июне врач Матфей Блонский принялся лечить Ягеллончика. В итоге монарх испытал облегчение. Тем не менее, шансов на полное выздоровление у него не было. Поэтому он составил завещание в пользу Сигизмунда. 19 августа 1506 года Александр Ягеллончик умер в Вильне, в возрасте 45 лет, но на смертном одре приказал выступить против татар, которых Михаил Глинский победил в битве под Клецком. Александр — единственный из польских королей, похороненный в Вильне. Хотя польский канцлер Лаский, желая выполнить волю Александра, хотел отвезти его тело в Краков, но литовские вельможи потребовали погребения в Вильне, опасаясь, что князь Михаил Глинский может воспользоваться их отъездом из Вильны на похороны правителя и захватить этот город с помощью своих русских приверженцев. Российский историк Андрей Экземплярский писал, что многие подозревали Глинского в том, что он, сговорившись с доктором Балинским, хотел отравить Александра Ягеллончика.

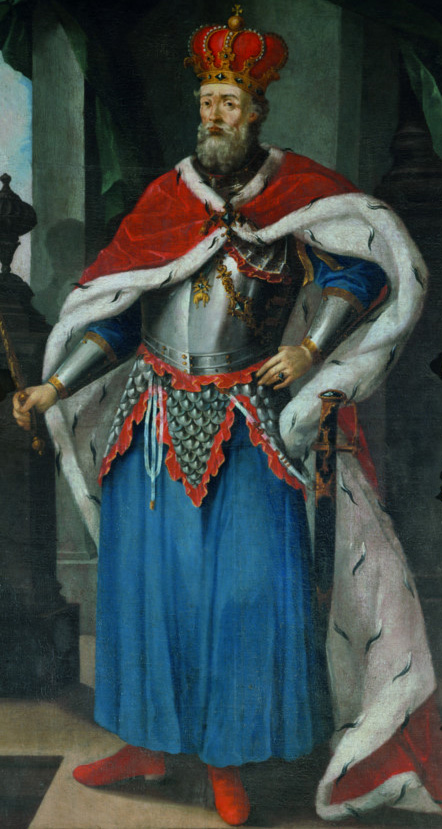
Великий князь литовский и король польский Александр Ягеллончик в церкви в Вильно

## Оценки
Русский историк Н. Карамзин следующим образом оценивал внешнюю политику Александра Ягеллончика по отношению к Русскому государству: «Александр мог двумя способами исполнить обязанность Монарха благоразумного: или стараясь искреннею приязнию заслужить Иоаннову для целости и безопасности Державы своей, или в тишине изготовляя средства с успехом противоборствовать Великому Князю, умножая свои ратные силы, отвлекая от него союзников, приобретая их для себя: вместо чего он досаждал тестю по упрямству, по зависти, по слепому усердию к Латинской Вере; приближал войну и не готовился к оной; не умел расторгнуть опасной для него связи Иоанновой с Менгли-Гиреем, ни со Стефаном Молдавским, искав только бесполезной дружбы бывшего Шведского правителя, Стена, и слабых Царей Ординских; одним словом, не умел быть ни приятелем, ни врагом сильной Москвы».
Российский еврейский историк С. Дубнов писал, что Александр Ягеллончик был плохим правителем и расточительным человеком.
Литовский историк Э. Гудавичюс дал Александру Ягеллончику такую оценку: «Большими дарованиями Александр II не отличался. Возникшие вскоре сложности обнаружили в нём явный недостаток энергии и неоправданную медлительность. Однако это не был лентяй на троне, а детство и юность, проведённые в университетском Кракове, воспитали в нём вкус не только к роскоши, но к наукам и изящным искусствам. Страна скоро почувствовала преимущества постоянно действующего института великого князя. Если привилеи, данные Казимиром некоторым землям государства, обычно призваны были решить политические задачи и отвечали местным особенностям и порядкам, то Александр скорее отзывался на потребность в назревших переменах».